# Lik som män
Lik som män, (på danska Mænd uden noget) är en teaterpjäs som handlar om två män som vaknar upp på bårhuset. 
Pjäsen skapades av danske Ole Bornedal och hade urpremiär på Aveny-T i Köpenhamn våren 2002, då med Mads Mikkelsen och Dejan Cukic i huvudrollerna. I Sverige har den spelats på Vasateatern i Stockholm.